# فساد توکیو (مجموعه تلویزیونی)
فساد توکیو (انگلیسی: Tokyo Vice) یک مجموعهٔ تلویزیونی در ژانر درام جنایی است که توسط جی. تی. راجرز بر اساس کتابی به همین نام (۲۰۰۹) از جیک ادلستاین ساخته شده‌است. انسل الگورت و کن واتانابه نقش‌های اصلی این مجموعه را ایفا می‌کنند.
فساد توکیو در ۷ آوریل ۲۰۲۲ در اچ‌بی‌او مکس به نمایش درآمد و نقدهای عموماً مثبتی دریافت کرد. این مجموعه در ژوئن ۲۰۲۲ برای فصل دوم تمدید شد که در ۸ فوریهٔ ۲۰۲۴ به نمایش درآمد.

## داستان
در سال ۱۹۹۹، جیک ادلشتاین، دانشجوی آمریکایی به توکیو نقل مکان کرد و باید امتحان کتبی زبان ژاپنی را بگذراند تا شانس پیوستن به کارکنان یک روزنامه بزرگ ژاپنی را داشته باشد. او موفق می‌شود اولین روزنامه‌نگار خارجی آن‌ها شود و از پایین‌ترین نقطه شروع می‌کند. او که زیر بال یک کارآگاه کهنه‌کار در جوخه فساد گرفته می‌شود، شروع به کشف دنیای تاریک و خطرناک یاکوزاهای ژاپنی می‌کند.

## بازیگران

### اصلی
- انسل الگورت در نقش جیک ادلشتاین، روزنامه‌نگار آمریکایی اهل میزوری که به توکیو نقل مکان می‌کند. هر چه بیشتر آنجا بماند، بیشتر به فساد دنیای زیرین توکیو می‌پردازد که در آن‌جا هیچ‌کس آنطور که به نظر می‌رسد نیست.
- کن واتانابه در نقش هیروتو کاتاگیری، کارآگاه در بخش جرایم سازمان‌یافته. او یک شخصیت پدری برای ادلشتاین است که به او کمک می‌کند تا از خط باریک و اغلب متزلزل بین قانون و جرایم سازمان یافته راهنمایی شود.
- ریچل کلر در نقش سامانتا پورتر، یک مهاجر آمریکایی ساکن توکیو که به عنوان میزبان منطقه کابوکیچو امرار معاش می‌کند. او افراد زیادی را از حقوق بگیر تا مشتریان رده بالا و یاکوزا راهنمایی می‌کند.
- هیده‌آکی ایتو در نقش جین میاموتو، کارآگاهی که اولین رابط جیک در اداره پلیس می‌شود.
- شو کاساماتسو در نقش ساتو نشان، یک مجری یاکوزا که از باشگاهی که سامانتا در آن کار می‌کند پول حفاظت جمع‌آوری می‌کند.
- الا رامپف در نقش پولینا، یک مهاجر اروپای شرقی، و یک مهماندار جدید در کلوپ با سامانتا. او به توکیو آمد تا به عنوان یک مدل کار کند و به زیر شکم کبوکیچو کشیده شد.
- رینکو کیکوچی در نقش ایمی مارویاما، سرپرست ادلشتاین، ترکیبی از همکاران و سرپرستان مختلف که در طول زندگی حرفه‌ای‌اش با زندگی واقعی ادلشتاین کار می‌کردند.
- توموهیسا یاماشیتا در نقش آکیرا، مشتری رده بالای پولینا و مالک یک باشگاه رقیب.

### مکمل
- کوسوکه تویوهارا در نقش باکو
- تاکاکی اودا در نقش «ترندی»
- کوسوکه تاناکا در نقش «تین تین»
- ماساتو هاگیوارا در نقش دوک
- شون سوگاتا در نقش هیتوشی ایشیدا
- کوشی اوهارا در نقش تارو
- ماسایوشی هاندا در نقش یوشیهیرو کومه
- نئومی ناکایی در نقش لونا
- آیومی تانیدا در نقش شینزو توزاوا
- کازویا تانابه در نقش یابوکی
- جوندای یامادا در نقش ماتسو
- یوکا ایتایا در نقش خانم کاتاگیری
- سارا سایر در نقش جسیکا ادلستین
- نانامی کاواکامی در نقش یوکا معاشرت
- آیومی ایتو در نقش میساکی
- هیروشی سوگابه در نقش سوگیتا
- جسیکا هکت در نقش خانم آدلشتاین

## تولید

### توسعه
فساد تکویو ابتدا در سال ۲۰۱۳ به عنوان یک فیلم اعلام شد و دنیل ردکلیف در نقش ادلشتاین اعلام شد. آنتونی ماندلر قرار بود آن را کارگردانی کند و توسعه آن به اندازه کافی پیش رفت تا جایی که شروع تولید اواسط سال ۲۰۱۴ تعیین شد. در ژوئن ۲۰۱۹، این پروژه دوباره به عنوان یک مجموعه تلویزیونی تغییر داده شد و مجموعهٔ ۸ قسمتی مستقیماً به صورت سریال به سفارش وارنر مدیا برای پخش در سرویس اچ‌بی‌او مکس انتخاب شد. انسل الگورت قرار بود تهیه‌کننده اجرایی سریال باشد و جی.تی. راجرز نویسندگی و دستین دنیل کرتون کارگردانی آن را بر عهده داشته باشد. در اکتبر ۲۰۱۹، مایکل مان برای کارگردانی قسمت آزمایشی و همچنین به عنوان تهیه‌کننده اجرایی سریال استخدام شد. این سریال در ۷ آوریل ۲۰۲۲ برای اولین بار پخش شد و سه قسمت اول بلافاصله در دسترس بود و پس از آن دو قسمت به صورت هفتگی تا پایان فصل در ۲۸ آوریل ۲۰۲۲ عرضه شد. در ژوئن ۲۰۲۲، اچ‌بی‌او این مجموعه را برای فصل دوم تمدید کرد.

### انتخاب بازیگران
انسل الگورت به‌عنوان بازیگر نقش اصلی انتخاب شد و قرار بود تهیه‌کنندهٔ اجرایی آن نیز باشد. در سپتامبر ۲۰۱۹، کن واتانابه به جمع بازیگران اضافه شد. در فوریه ۲۰۲۰، اودسا یانگ و الا رامپف به بازیگران اضافه شدند. در مارس ۲۰۲۰، اعلام شد که رینکو کیکوچی به بازیگران پیوست و فیلم‌برداری از ماه قبل در توکیو آغاز شد. در اکتبر ۲۰۲۰، ریچل کلر به عنوان جایگزین یانگ انتخاب شد. در سپتامبر ۲۰۲۱، هیده‌آکی ایتو، شو کاتاماستسو و توموهیسا یاماشیتا به‌عنوان بازیگران دائمی معرفی شدند و شون سوگاتا، ماساتو هاگیوارا، آیومی تانیدا و کوسوکه تویوهارا به‌عنوان تکرارشونده به آن ملحق شدند.

### فیلم‌برداری
مراحل تصویربرداری اصلی این مجموعه در ۵ مارس ۲۰۲۰ آغاز شد. در ۱۷ مارس ۲۰۲۰، اعلام شد که تولید به دلیل همه‌گیری کووید-۱۹ در توکیو متوقف شده‌است. تولید در ۲۶ نوامبر ۲۰۲۰ از سر گرفته شد و در ۸ ژوئن ۲۰۲۱ به پایان رسید.

### انتشار
اچ‌بی‌او مکس و سرویس خواهر اچ‌بی‌او گو حق پخش سریال را در کشورهایی که هر کدام از این سرویس‌ها در دسترس هستند، از جمله ایالات متحده، آمریکای لاتین، و برخی بازارهای اروپایی و آسیایی را دارند. سرویس WOWOW که یکی از تهیه‌کنندگان آن است، حق پخش سریال را در ژاپن دارد. در جای دیگر، توزیع‌کننده بین‌المللی اندیور حق پخش تلویزیونی/ استریمی را به کریو در کانادا، کانال+ در فرانسه، پارامونت+ استرالیا، اواس‌ان+ در منطقه خاورمیانه و شمال آفریقا و استارزپلی در بازارهای منتخب اروپایی از جمله بریتانیا و ایرلند فروخته‌است. بی‌بی‌سی حق پخش سریال در بریتانیا را خریداری و آن را در اواخر سال ۲۰۲۲ پخش کرد.

## بازخورد
در بازبینی جمعی منتقدان وبگاه راتن تومیتوز، این مجموعه بر اساس ۶۱ بررسی، امتیاز تأییدی ۸۵٪ با میانگین نمرهٔ ۷٫۶/۱۰ را دریافت کرده‌است. اجماع منتقدان این وب‌سایت می‌گوید: «شخصیت اصلی فساد توکیو کم‌جذاب‌ترین عنصر آن است، اما دسیسه دنیای جنایتکاران ژاپن و واقعی بودن فضای آن، یک تکه اغواکننده از نئو-نوآر ایجاد می‌کند». متاکریتیک که از رای‌گیری میانگین وزنی استفاده می‌کند، بر اساس ۲۷ منتقد، امتیاز ۷۵ از ۱۰۰ را به این مجموعه داده‌است که نشان دهنده «بررسی‌های عموماً مطلوب» است.